# Danilo León
Danilo Enrique León Lineco (La Cañada de Urdaneta, Zulia, - 3 de abril de 1967) es un ex lanzador relevista profesional venezolano en las Grandes Ligas de Béisbol. Además, lanzó en la Liga Venezolana de Béisbol Profesional y en el Béisbol Mexicano.
León inició su carrera en el béisbol profesional a los 19 años de edad cuando es firmado por los Montreal Expos que lo asignan al filial Gulf Coast Expos, en enero de 1986. Para 1988, tenía un récord combinado de 10 victorias con 3 derrotas junto con una efectividad de 1,38 y 115 ponches en 130 entradas lanzadas.
Los canadienses lo dejan libre en marzo de 1991 y, en abril, es llamado por los Detroit Tigers con quienes permanece un mes. Posteriormente es contratado por los Texas Rangers en enero de 1992.
León hizo su debut en las Grandes Ligas con los Texas Rangers en 1992, pero sólo logró registrar una efectividad de 5.89 en 18 episodios y volvió a jugar en las ligas menores la temporada siguiente.
Entretanto, lanzó en la liga venezolana durante 15 temporadas, para las Águilas del Zulia.Terminó su carrera en 2005 a la edad de 37 años. 
El 23 de noviembre de 1999, León lanzó un juego sin hits por 2-0 contra los Tigres de Aragua en el Estadio Luis Aparicio El Grande de Maracaibo. Duodécimo juego sin hit ni carrera en la liga venezolana. 
También tiene la segunda mayor cantidad de ponches en la historia del equipo de Águilas, siendo superado sólo por Julio Machado . 